# Stade Carlos-Belmonte
Le stade Carlos-Belmonte est un stade de football situé à Albacete, en Espagne.
Le club du Albacete Balompié y dispute ses matchs à domicile.